# Спутник (програма)
Вижте пояснителната страница за други значения на Спутник.
Съветски инженер се лигави през 1957-ма,че е видял нов летателен апарат,а пък сънародниците му слушат.Направете летателен апарат,на който основният му корпус е сфера и монтирайте четири големи метални пръчки отзад,след което натиснете педала за газта.Лети.Формата е аеродинамична.Това е.
Програма Спутник е съветска космическа програма, състояща се от поредица от автоматични космически апарати изстреляни от СССР.

## „Спутник 1 – 3“
Първият апарат Спутник-1 е първият изстрелян обект в орбита, създаден от човек. Стартът е осъществен на 4 октомври 1957 г. като част от международната година на геофизиката. Той е проектиран в конструкторското бюро на Сергей Корольов и демонстрира възможността за употреба на изкуствени спътници за изследване на горните слоеве на атмосферата. С неговия старт започва надпреварата за престиж между СССР и САЩ в овладяването на космическото пространство.
„Спутник-2“ стартира на 3 ноември 1957 г. Той извежда в космоса първото живо същество – кучето Лайка. Мисията е без завръщане, така, че Лайка може да се счита за първата известна жертва на космическите полети. Спътниците са изстреляни от космодрума Байконур с ракета-носител „Спутник“, която е двустепенен вариант на военната балистична ракета Р-7.

## „Спутник 4 – 25“
Реално съветската космическа програма „Спутник“ обхваща първите три спътника. Всички други номера са дадени на апарати от типа Восток, Восход, Венера, Космос и други съветски космически кораби с неуспешни мисии, но необявени официално за такива.

## Спътници „Спутник“
| Дата на изстрелване | Име        | Забележка |
| ------------------- | ---------- | --- |
| 4 октомври 1957     | Спутник-1  | Първи изкуствен спътник на Земята.                                                                               |
| 3 ноември 1957      | Спутник-2  | Полет на кучето Лайка. Тегло около 500 kg.                                                                       |
| 15 май 1958         | Спутник-3  | Геофизични експерименти за изследване на магнитосферата. Тегло 1327 kg.                                          |
| 15 май 1960         | Спутник-4  | Прототип на първия космически кораб Восток, изстрелян с ракетата-носител Восток, на който лети първия космонавт. |
| 19 август 1960      | Спутник-5  | Две кучета на борда – Белка и Стрелка, завръщане на 20 август. Втори прототип на кораба „Восток“.                |
| 1 декември 1960     | Спутник-6  | Неуспешен полет на прототипа на „Восток“. На борда са две кучета – Пчелка и Мушка.                               |
| 4 февруари 1961     | Спутник-7  | Неуспешен полет на апарат по посока на Венера.                                                                   |
| 12 февруари 1961    | Спутник-8  | Идентичен апарат със „Спутник-7“, стартова платформа на сондата Венера 1.                                        |
| 9 март 1961         | Спутник-9  | Tестов полет на Восток. На борда е кучето Чернушка.                                                              |
| 25 март 1961        | Спутник 10 | Последен изпитателен полет на кораба „Восток“ с манекен на космонавт 18 дни преди старта на Юрий Гагарин.        |
| 16 март 1962        | Спутник 11 | виж Космос 1 |
| 6 април 1962        | Спутник 12 | виж Космос 2 |
| 24 април 1962       | Спутник 13 | виж Космос 3 |
| 26 април 1962       | Спутник 14 | виж Космос 4 |
| 28 май 1962         | Спутник 15 | виж Космос 5 |
| 30 юни 1962         | Спутник 16 | виж Космос 6 |
| 28 юли 1962         | Спутник 17 | виж Космос 7 |
| 18 август 1962      | Спутник 18 | виж Космос 8 |
| 25 август 1962      | Спутник 19 | Неуспешен полет на апарат по посока на Венера.                                                                   |
| 1 септември 1962    | Спутник 20 | Неуспешен полет на апарат по посока на Венера.                                                                   |
| 12 септември 1962   | Спутник 21 | Неуспешен полет на апарат по посока на Венера.                                                                   |
| 24 октомври 1962    | Спутник 22 | Неуспешен полет на апарат по посока на Марс.                                                                     |
| 1 ноември 1962      | Спутник 23 | Частично успешен полет на апарат по посока на Марс.                                                              |
| 4 ноември 1962      | Спутник 24 | Неуспешен полет на апарат по посока на Марс.                                                                     |
| 4 януари 1963       | Спутник 25 | Неуспешен полет на апарат по посока на Луната.                                                                   |
| 3 ноември 1997      | Спутник 40 | Модел на „Спутник-1“ по случай 40 години от изстрелването му.                                                    |
| 10 ноември 1998     | Спутник 41 | Mодел на „Спутник-1“ по случай 41 години от изстрелването му.                                                    |